# Indywidualne Mistrzostwa Polski na Żużlu 1983
Indywidualne Mistrzostwa Polski na Żużlu 1983 – zawody żużlowe, mające na celu wyłonienie medalistów indywidualnych mistrzostw Polski w sezonie 1983. Rozegrano cztery turnieje ćwierćfinałowe, dwa półfinały oraz finał, w którym zwyciężył Edward Jancarz.

## Finał
- Gdańsk, 22 lipca 1983
- Sędzia: Roman Cheładze

| Msc. | Zawodnik                | Klub         | Pkt   |             |  |
| ---- | ----------------------- | ------------ | ----- | ----------- |  |
| 1    | Edward Jancarz          | Gorzów Wlkp. | 13    | (3,2,3,3,2) |  |
| 2    | Zenon Plech             | Gdańsk       | 12 +3 | (3,3,3,3,d) |  |
| 3    | Andrzej Huszcza         | Zielona Góra | 12 +2 | (2,2,2,3,3) |  |
| 4    | Bolesław Proch          | Bydgoszcz    | 11    | (3,1,2,2,3) |  |
| 5    | Piotr Pyszny            | Rybnik       | 11    | (1,3,3,2,2) |  |
| 6    | Mirosław Berliński      | Gdańsk       | 10    | (3,1,3,3,0) |  |
| 7    | Bogusław Nowak          | Gorzów Wlkp. | 9     | (1,3,1,2,2) |  |
| 8    | Włodzimierz Heliński    | Leszno       | 8     | (1,1,1,2,3) |  |
| 9    | Wojciech Żabiałowicz    | Toruń        | 8     | (2,2,2,1,1) |  |
| 10   | Jerzy Rembas            | Gorzów Wlkp. | 6     | (0,3,0,0,3) |  |
| 11   | Grzegorz Kuźniar        | Rzeszów      | 5     | (2,u,1,d,2) |  |
| 12   | Ryszard Czarnecki       | Rzeszów      | 5     | (0,2,1,1,1) |  |
| 13   | Kazimierz Wójcik        | Gniezno      | 3     | (1,2,d,0,–) |  |
| 14   | Eugeniusz Błaszak       | Gniezno      | 2     | (2,u,–,–,–) |  |
| 15   | Grzegorz Sterna         | Leszno       | 2     | (1,0,0,1,0) |  |
| 16   | Janusz Stachyra         | Rzeszów      | 1     | (0,0,d,u,1) |  |
| 17   | Roman Jankowski         | Leszno       | 0     | (u,–,–,–,–) |  |
| 18   | Jan Krzystyniak         | Zielona Góra | 0     | (w,–,–,–,–) |  |
|      | rez. Andrzej Marynowski | Gdańsk       | 1     | (0,1)       |  |
|      | rez. Bogdan Skrobisz    | Gdańsk       | 1     | (1)         |  |